# Xenocalamus mechowii
Espèce
Xenocalamus mechowii est une espèce de serpents de la famille des Lamprophiidae. 

## Répartition
Cette espèce se rencontre :
- au Botswana ;
- dans le nord de la Namibie ;
- dans le nord de l'Angola ;
- dans le sud-ouest du Zimbabwe ;
- en Zambie ;
- en République du Congo ;
- en République démocratique du Congo.

## Description
C'est un serpent venimeux.

## Liste des sous-espèces
Selon The Reptile Database (27 février 2014) :
- Xenocalamus mechowii mechowii Peters, 1881
- Xenocalamus mechowii inornatus de Witte & Laurent, 1947

## Étymologie
Cette espèce est nommée en l'honneur du major Alexander von Mechow (1831-1904).

## Publications originales
- de Witte & Laurent, 1947 : Revision d'un groupe de Colubridae africains: genres Calamelaps, Miodon, Aparallactus, et formes affines. Mémoires Du Muséum Royal d'Histoire Naturelle de Belgique, sér. 2, vol. 29, p. 1-134.
- Peters, 1881 : Zwei neue von Herrn Major von Mechow während seiner letzten Expedition nach West-Afrika entdeckte Schlangen und eine Übersicht der von ihm mitgebrachten herpetologischen Sammlung. Sitzungsberichte der Gesellschaft naturforschender Freunde zu Berlin, vol. 1881, p. 147-150 (texte intégral).